# グランピー・キャット

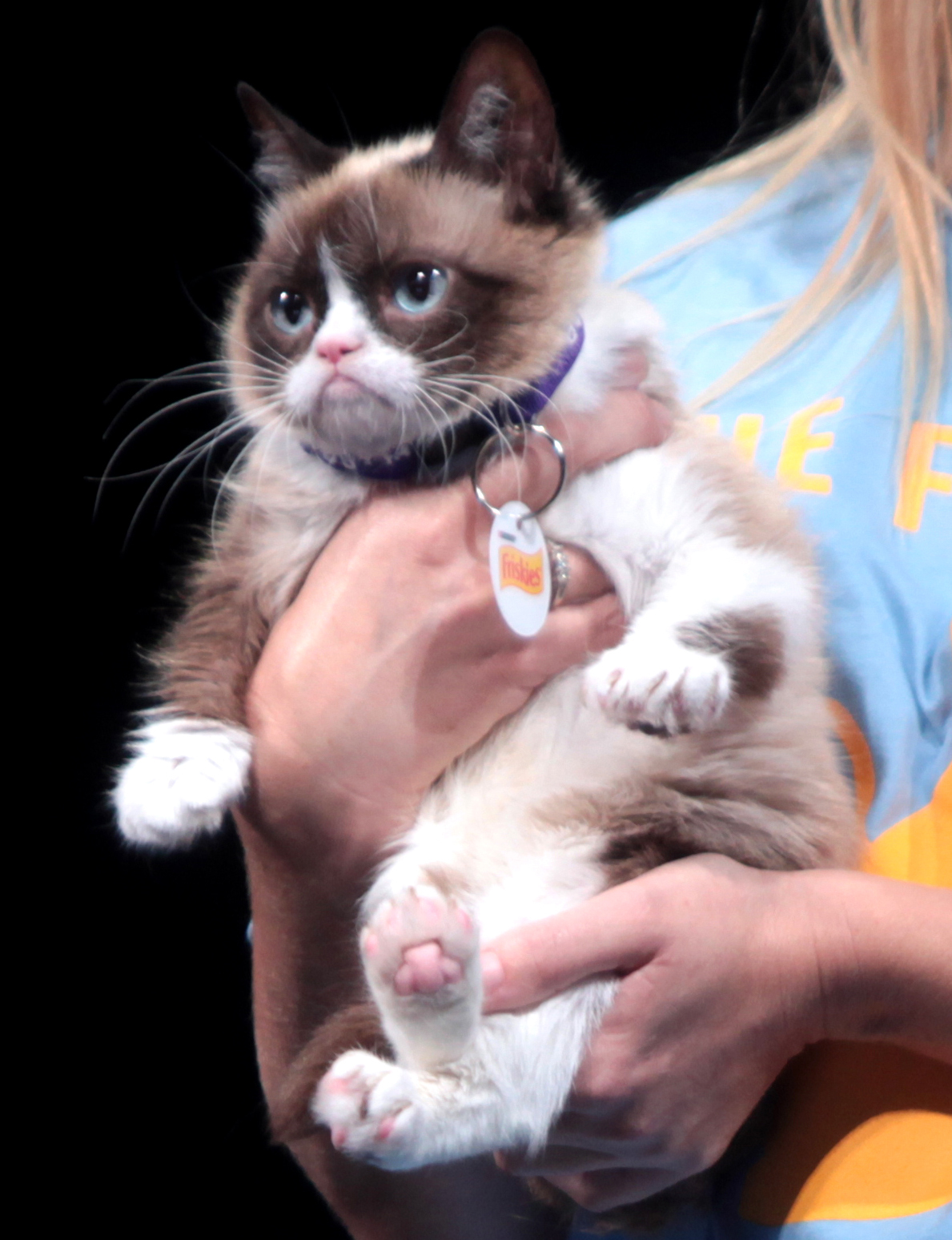
グランピー・キャット（2014年）

グランピー・キャット（Grumpy Cat、本名：ターダー・ソース（Tardar Sauce）、2012年4月4日 - 2019年5月14日）は、アメリカ合衆国・アリゾナ州モリスタウン（フェニックス郊外）で飼われていたメス猫。
2012年9月22日にRedditで紹介されて以来、不機嫌そうな表情で知られ、インターネット上でユーモアを利かせたミームとして大流行した。飼い主のタバサ・バンデセンによると、この猫は本当に不機嫌なわけではなく、99%以上の時間はごく普通の猫であり、その特徴的な表情はおそらく小猫症および受け口によるものであったという。
2012年には、MSNBCがグランピー・キャットを「最も影響力のある猫」に選んだ。翌2013年には、グランピー・キャットはBuzzFeedの第17回ウェビー賞で最優秀ミーム賞を受賞した。同年8月には、ミネソタ州セントポールで開かれたミネソタ・ステート・フェアでの第2回インターネット・キャット・ビデオ映画祭で金賞を受賞した。また同年10月には、フリスキーの生涯功績賞を受賞した。2019年5月現在、Facebookのグランピー・キャット公式ページは、「いいね!」数が850万を超えている。
2019年5月14日、尿路感染症の合併症のため、7歳で死去した。

## メディアへの露出
グランピー・キャットはメディアにも数多く露出した。2013年5月には、グランピー・キャットはウォール・ストリート・ジャーナルの1面で取り上げられた。また、ニューヨーク・マガジンの2013年10月7日号では表紙を飾った。
このほか、グランピー・キャットは「トゥデイ」、「グッド・モーニング・アメリカ」、「CBSイブニングニュース」、「アンダーソン・ライブ」、「ビッグ・モーニング・バズ・ライブ」、「ザ・スープ」、 「アメリカン・アイドル」といったテレビ番組にも出演した。
2013年には、グランピー・キャットはフリスキーのCMに出演した。また、2014年には、シリアルのハニーナッツチェリオのCMに出演した。
グランピー・キャットは映画にも出演した。2013年には、リル・バブ主演のドキュメンタリー映画「リル・バブ・アンド・フレンズ」にキーボード・キャットやニャン・キャットと共に出演した。この映画は同年4月18日のトライベッカ映画祭で初演され、トライベッカ・オンライン・フェスティバル最優秀作品賞を受賞した。
2015年9月7日、グランピー・キャットは地元MLBチーム、アリゾナ・ダイアモンドバックスのホームでの対サンフランシスコ・ジャイアンツ戦で始球式に登板した。この試合は6-1でダイアモンドバックスが勝利した。試合後のアリゾナ・ダイアモンドバックス公式ツイートによると、ダイアモンドバックスの大勝にもかかわらず、グランピー・キャットは不機嫌そうな表情をしていたという。

## 関連商品
グランピー・キャットは本も出した。2013年7月23日には、グランピー・キャット名義での初めての本である「グランピー・ブック」がサンフランシスコのクロニクル・ブックス社から出版された。この本はパブリッシャーズ・ウィークリーのベストセラーランキングで、ハードカバー・ノンフィクション部門で初週8位に入った。この本の発売に先立って、グランピー・キャットはニューヨークで開催されたブックエキスポ・アメリカで宣伝を行った 。発売日には、グランピー・キャットはロサンゼルスのキットソンや、ザ・グローブのバーンズ・アンド・ノーブルで店頭に立った。
他には、Tシャツやマグカップなどの商品があり、公式サイト、および音楽・ポップカルチャー関連衣類・アクセサリー店チェーンのホットトピックで販売されている。また、フラペチーノをもじった「グランプチーノ」というコーヒー飲料も販売されている。
アメリカ合衆国特許商標庁によると、Grumpy Catの語、およびグランピー・キャットの画像に対しては、2013年1月末に商標登録の申請がなされた。2013年、グランピー・キャットの資産価値は100万ドルにのぼると見積もられた。

## マネジメント
グランピー・キャットのマネージャーには、キーボード・キャットやニャン・キャットのマネジメントも務めているベン・ラッシズが就いていた。加えて、タバサ・バンデセンはそれまでの勤務先を休職し、グランピー・キャットのスケジュール管理に就いた。
グランピー・キャットは定期的に動物病院に通って健診を受けていた。加えて、グランピー・キャットおよびバンデセン一家の安全のため、一般人が個人的にグランピー・キャットに会うことは許可せず、写真撮影は原則週1回に限定し、あとはメディアや許可されたパートナーを通しての短時間、かつ多くの人手に触れないことを条件にした取材にとどめていた。

## 註
1. 1 2 3 4 5  About Grampy Cat. 公式サイト. 2014年7月13日閲覧.
2. ↑  Moran, Lee (2019年5月17日). “RIP Grumpy Cat” (英語). HuffPost. 2019年5月17日閲覧。
3. 1 2  Victor, Daniel (2019年5月17日). “Grumpy Cat, Internet Celebrity With a Piercing Look of Contempt, Is Dead at 7” (英語). The New York Times. ISSN 0362-4331 2019年5月17日閲覧。
4. ↑  Meet grumpy cat. Reddit. 2012年9月22日. 2014年7月13日閲覧.
5. ↑  Internet finds world's grumpiest cat, named Tardar Sauce. FOX News. 2012年9月28日. 2014年7月13日閲覧.
6. ↑  Fleming, Mike Jr. Grumpy Cat Gets Garfield-Like Movie Deal. Deadline. PMC. 2013年5月29日. 2014年7月13日閲覧.
7. ↑  Grumpy Cat wins Meme of the Year at The 17th Annual Webby Awards! 公式サイト. 2013年5月21日. 2014年7月13日閲覧.
8. ↑  Brooks, Jennifer. Glamorous. Glowering. Grumpy Cat visits the fair. Star Tribune. 2013年8月29日. 2014年7月13日閲覧.
9. ↑  Waxman, Olibia B. Grumpy Cat Is Officially the Internet's Favorite Feline Meme: And she's still unimpressed. TIME. 2013年8月29日. 2014年7月13日閲覧.
10. ↑  Waxman, Olivia B. 1-Year-Old Grumpy Cat Wins Lifetime Achievement Award for Being a Cat: What have you accomplished lately? TIME. 2013年10月16日. 2014年7月13日閲覧.
11. ↑  The Official Grumpy Cat. Facebook. 2019年5月17日閲覧.
12. 1 2 3  Rosman, Katherine. Grumpy Cat Has an Agent, and Now a Movie Deal: For a Percentage, Agent Turns Internet Fame Into Cash. The Wall Street Journal. 2013年5月31日. 2014年7月13日閲覧.
13. 1 2  Syckle, Katie Van. Boom Brands 2013 - Grumpy Cat. October 7, 2013 Issue. New York Magazine. New York Media. 2013年9月29日. 2014年7月13日閲覧.
14. ↑  Meet 'Tardar Sauce', the grumpy cat gone viral. Today. 2012年12月2日. 2014年7月13日閲覧.
15. 1 2  Grumpy Cat: Exclusive Interview With Feline Phenom. Good Morning America. ABC News. 2013年3月22日. 2014年7月13日閲覧.
16. 1 2  Grumpy Cat in the House! Anderson Official Channel, YouTube. 2013年3月22日. 2014年7月13日閲覧.
17. ↑  Honey Nuts Cheerios Commercial 2014. YouTube. 2014年7月13日閲覧.
18. ↑  Here Are Your TFF 2013 Award Winners. Tribeca. 2013年4月25日. 2014年7月13日閲覧.
19. ↑  Grossman, Samantha. Watch Grumpy Cat ‘Throw’ the First Pitch at a Diamondbacks Game. Time. 2015年9月8日. 2015年9月14日閲覧.
20. ↑  This week's best-sellers. Chicago Tribune. 2013年8月2日. 2014年7月13日閲覧.
21. ↑  Kellogg, Carolyn. Grumpy Cat to give 'pawtographs' in L.A.: Exclusive book preview. Los Angeles Times. 2013年7月22日. 2014年7月13日閲覧.
22. ↑  Grumpy Cat Does Not Look Impressed At Book Signing In Los Angeles. The Huffington Post UK. 2013年7月25日. 2014年7月13日閲覧.
23. 1 2  Brenner, Wayne Alan. Yes, You Could Totally Meet Grumpy Cat at SXSW: And here's an interview with the people behind the varmint. The Austin Chronicle. 2013年3月8日. 2014年7月13日閲覧.
24. ↑  Locker, Melissa. Grumpy Cat Grumpuccino Is Sure to Make You (Not) Smile: The tagline is: "It's awfully good." TIME. 2013年7月30日. 2014年7月13日閲覧.
25. ↑  Slind-Flor, Victoria. Bayer, Apple, Spanx, Grumpy Cat: Intellectual Property. Bloomberg. 2013年3月18日. 2014年7月13日閲覧.
26. ↑  Rothman, Lily. 'Lil Bub & Friendz': Internet Cats, Behind the Memes. TIME. 2013年4月18日. 2014年7月13日閲覧.
27. ↑  Harrington, Kristine. Grumpy Cat back home in Arizona after stealing show at SXSW. KVTK. 2013年3月12日. 2014年7月13日閲覧.